# 遠藤大由
遠藤 大由（えんどう ひろゆき、1986年12月16日 - ）は、日本ユニシス実業団バドミントン部所属の男子バドミントン選手。バドミントン日本代表ナショナルチームに選出されている。日本体育大学体育学部体育学科卒2006年全日本学生選手権大会優勝者　2014年トマス杯国別団体決勝戦において早川賢一とダブルスで出場日本の団体優勝に貢献した。2022年9月、東京オリンピックの後、代表引退を表明した。
バドミントン世界最高峰の大会の1つである、全英オープンにて2連覇という快挙を成し遂げている。

## 主な成績
国際大会
| 年   | 大会                         | 種目 | 成績    | Name                |
| ---- | ---------------------------- | ---- | ------- | ------------------- |
| 2010 | オーストラリアオープン       | MD   | 優勝    | 早川賢一 / 遠藤大由 |
| 2010 | トマス杯                     | Team | ベスト4 | 日本                |
| 2010 | オーストラリアオープン       | MD   | 優勝    | 早川賢一 / 遠藤大由 |
| 2010 | デンマークオープン           | MD   | ベスト4 | 早川賢一 / 遠藤大由 |
| 2011 | ロシアオープン               | MD   | 準優勝  | 早川賢一 / 遠藤大由 |
| 2011 | インドネシアオープン         | MD   | 準優勝  | 早川賢一 / 遠藤大由 |
| 2012 | トマス杯                     | Team | ベスト4 | 日本                |
| 2012 | ドイツオープン               | MD   | 3位     | 早川賢一 / 遠藤大由 |
| 2012 | アジア選手権                 | MD   | 準優勝  | 早川賢一 / 遠藤大由 |
| 2012 | シンガポールオープン         | MD   | 3位     | 早川賢一 / 遠藤大由 |
| 2012 | USオープン                   | MD   | 優勝    | 早川賢一 / 遠藤大由 |
| 2012 | 中国マスターズ               | MD   | 準優勝  | 早川賢一 / 遠藤大由 |
| 2012 | スーパーシリーズファイナルズ | MD   | 準優勝  | 早川賢一 / 遠藤大由 |
| 2013 | 全英オープン                 | MD   | 準優勝  | 早川賢一 / 遠藤大由 |
| 2013 | 中国マスターズ               | MD   | 準優勝  | 早川賢一 / 遠藤大由 |
| 2014 | トマス杯                     | Team | 優勝    | 日本                |
| 2014 | 全英オープン                 | MD   | 準優勝  | 早川賢一 / 遠藤大由 |
| 2014 | フランスオープン             | MD   | 準優勝  | 早川賢一 / 遠藤大由 |
| 2015 | 世界選手権                   | MD   | 3位     | 早川賢一 / 遠藤大由 |
| 2016 | 全英オープン                 | MD   | 準優勝  | 早川賢一 / 遠藤大由 |
| 2016 | リオデジャネイロオリンピック | MD   | 5位入賞 | 早川賢一 / 遠藤大由 |
| 2018 | 全英オープン                 | MD   | 3位     | 遠藤大由 / 渡辺勇大 |
| 2018 | マレーシアオープン           | MD   | 準優勝  | 遠藤大由 / 渡辺勇大 |
| 2018 | タイオープン                 | MD   | 準優勝  | 遠藤大由 / 渡辺勇大 |
| 2018 | 韓国オープン                 | MD   | 優勝    | 遠藤大由 / 渡辺勇大 |
| 2018 | ワールドツアーファイナルズ   | MD   | 準優勝  | 遠藤大由 / 渡辺勇大 |